# Dithyrambos
『Dithyrambos』（ディテュランボス）は、MEGの2枚目のオリジナル・アルバム。2006年11月22日にShampoo Nine Recordsより発売された。

## 概要
アルバムとしては、前作『room girl』から約3年4か月半ふりのリリースとなり、自主レーベル「Shampoo Nice Records」より初のアルバムリリース。
アルバムタイトルはギリシャ神話でのお酒の神、ディオニソスを讃える歌にちなんだもので、本人曰く「"遊び心"みたいな感じ」とのこと。
初回限定生産（SNR-10003）と通常盤（SNR-10004）の2形態で発売された。初回限定生産は5,000枚限定で、数ヶ月後には完売となった。
インディーズ活動を開始したから発売された「STEREO04」「ROCKSTAR」といったシングルのリミックスバージョンや、「DAWN」を含む全8曲が収録されている。全曲のタイトルが小文字に改めた。
中田ヤスタカは「rockstar」のリミックスを手掛け、MEGとのタッグとしては今回が初めてである（中田はその後「甘い贅沢」をサウンドプロデュースを担当し、MEGがユニバーサルミュージックに移籍後、オリジナルアルバム4枚のトータルプロデュースを担当することになった）。

## 批評
タワーレコードは「表記をMEGに改めて自主リリースした転機の一作で、凝った装丁も美意識を窺わせる。sugiurumnやGira Mundo、永積タカシらを招き、蔦屋好位置×中田ヤスタカの“rockstar”は次章への助走に。kagamiと共作した“lovelive”がとりわけ美しい!」と批評した。

## チャート成績
日本のiTunes Music Storeではエレクトロニック部門最高位2位を記録した。
初週291枚を売り上げ、オリコン週間シングルランキングで初登場755位を獲得した。チャート登場回数は1回。

## 収録曲
| #         | タイトル                              | 作詞      | 作曲       | 編曲                    | 時間  |
| --------- | ------------------------------------- | --------- | ---------- | ----------------------- | ----- |
| 1.        | 「intro - esquina」                   | MEG       | MEG        |                         | 0:32  |
| 2.        | 「rockstar」(yasutaka nakata 128 mix) | MEG       | 蔦谷好位置 | 中田ヤスタカ（capsule） | 4:13  |
| 3.        | 「dawn」                              | 松本素生  | 松本素生   | HIROSHI WATANABE        | 5:27  |
| 4.        | 「stereo 04」(sugiurumn mix)          | MEG       | sugiurumn  | sugiurumn               | 5:23  |
| 5.        | 「saigo no kotoba」                   | MEG       | 蔦谷好位置 | Valou                   | 5:01  |
| 6.        | 「lovelife」                          | MEG       | MEG        | KAGAMI                  | 3:39  |
| 7.        | 「lovin' you」                        | MEG       | showhat    | HIROSHI WATANABE        | 5:23  |
| 8.        | 「carpool」                           | MEG       | 永積タカシ | GIRA MUNDO              | 4:41  |
| 合計時間: | 合計時間:                             | 合計時間: | 合計時間:  | 合計時間:               | 34:19 |